# As Summers Die
As Summers Die is een televisiefilm uit 1986 onder regie van Jean-Claude Tramont. De film is gebaseerd op een boek van Winston Groom, de schrijver van Forrest Gump.

## Verhaal
De film draait om een oude donkere vrouw, Elvira Backus, wier overleden werkgever - en vader van haar twee kinderen - al zijn land aan haar heeft nagelaten. Als er olie op het terrein wordt ontdekt probeert de familie van haar werkgever het testament te vernietigen, en daarmee het bewijs dat het land van haar is. Backus wordt in haar juridische strijd bijgestaan door advocaat Willie Croft. Het verhaal eindigt in de rechtszaal.

## Rolverdeling
| Acteur           | Personage         |
| ---------------- | ----------------- |
| Scott Glenn      | Willie Croft      |
| Jamie Lee Curtis | Whitsey Loftin    |
| Bette Davis      | Hannah Loftin     |
| Beah Richards    | Elvira Backus     |
| John Randolph    | Augustus Tompkins |
| Ron O'Neal       | Daniel Backus     |
| Bruce McGill     | V.D. Skinner      |